# Rosenborg BK Kvinner
Trondheims-Ørn – norweski klub piłkarski założony w 1917, a od 1972 posiadający drużynę kobiecą występującą w I lidze kobiecej Norwegii, będącą 7-krotnym (najwięcej) mistrzem kraju (1994–97, 2000–01 i 2003).

## Skład
Bramka: Lise Beate Bye, Runa Barli.

Obrona: Camilla Åseng, Siri Marte Børstad, Gunhild Følstad, Ann Iren Mørkved, Marianne Paulsen, Ida Johanne Ve, Melissa Wayman.

Pomoc: Lene Bredesen, Unni Lehn, Linn Nyrønning, Heidi Pedersen, Nina Stiles, Lena Sundli.
 
Atak: Solfrid Andersen, Marita Eide, Gunilla Forseth, Oda Fugelsnes, Inger Ane Hole, Kristin Lie, Kristin Seim.